# Nick Cassavetes
Nick Cassavetes (* 21. května 1959 New York) je americký herec, režisér a scenárista. Je synem herce a režiséra Johna Cassavetese a jeho manželky, herečky Geny Rowlandsové. Jeho sestry Alexandra a Zoe jsou rovněž herečky a režisérky. S herectvím začínal ve filmech svého otce Manželé (1970) a Žena pod vlivem (1974). Později hrál v desítkách dalších filmů, mezi něž patří například Maska (1985), Healing Hurts (1992), Tváří v tvář (1997) a Astronautova žena (1999). Na přelomu tisíciletí se herectví věnovat přestal, až na několik výjimek (např. Pařba v Bangkoku a Prisoners of the Ghostland) se věnuje pouze režírování. Jako režisér debutoval v roce 1996 s filmem Hvězdy na zemi, v němž ztvárnila hlavní roli jeho matka. Následoval film Jak ta je úžasná (1997), který natočil podle do té doby nerealizovaného scénáře jeho otce, který zemřel o osm let dříve. Mezi jeho další filmy patří John Q. (2002), Zápisník jedné lásky (2004; jednu z rolí ztvárnila jeho matka) a Je to i můj život (2009). Je spoluautorem scénáře k filmu Kokain (2001).

## Režijní filmografie
- Hvězdy na zemi (1996)
- Jak ta je úžasná (1997)
- John Q. (2002)
- Zápisník jedné lásky (2004)
- Alpha Dog (2006)
- Je to i můj život (2009)
- Yellow (2012)
- Jedna za všechny (2014)